# Кувагдач
Кувагдач — река на полуострове Камчатка в России.
Длина реки — 30 км. Впадает в реку Колычева слева на расстоянии 4 км от устья.
Гидроним вероятно имеет ительменское происхождение.
По данным государственного водного реестра России относится к Анадыро-Колымскому бассейновому округу.